# تورجن
تورجن (به لاتین: Turjane}} یک منطقهٔ مسکونی در صربستان است که در Bojnik واقع شده‌است.

## جمعیت
تورجن ۷۹ نفر جمعیت دارد.